# Vesa (nome albanese)
Vesa  è un nome proprio di persona albanese femminile.

## Origine e diffusione

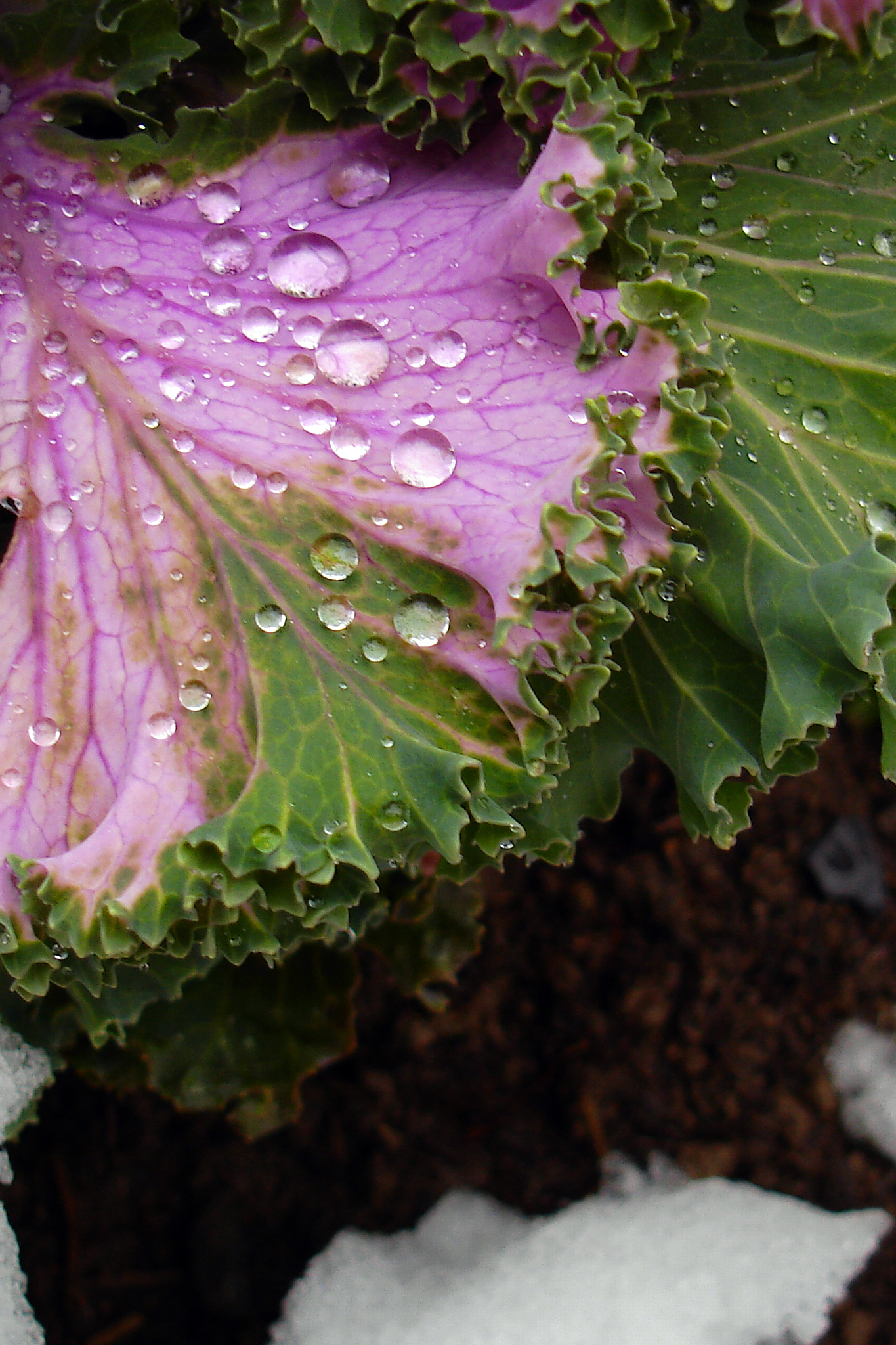
Della rugiada su una foglia di cavolo ornamentale

Si basa sul vocabolo albanese vesë, che vuol dire "rugiada", e ha quindi lo stesso significato del nome spagnolo Rocío. Non va confuso col nome finlandese maschile Vesa, a cui non è correlato.

## Onomastico
Non vi sono sante che portano il nome Vesa, che quindi è adespota. L'onomastico si può festeggiare il 1º novembre, ricorrenza di Ognissanti.